# Escoles (Darnius)
Escoles és una obra de Darnius (Alt Empordà) inclosa a l'Inventari del Patrimoni Arquitectònic de Catalunya.

## Descripció
Edifici situat a prop del centre històric del poble. És un edifici amb tres cossos,el central dels quals amb una orientació contrària els dels seus costats. Aquest cos central està més avançat que la resta i té planta baixa, pis i golfes amb teulat a dues vessants. Els dos cossos laterals són de planta baixa i disposen de grans finestrals. La coberta també és a dues aigües però amb orientació contrària al central. A l'extrem d'aquests dos cossos sobresurt un cos a cadascun que té la funció de porxo, amb unes obertures amb arcs allindats.

## Història
L'any 1928 es va iniciar l'expedient de sol·licitud de construcció d'un edifici destinat a noves escoles. L'edifici va incloure's dins el programa de construcció escolar aprovat pel govern del general Primo de Rivera.